# Paupisi
Paupisi (Pupìsë in campano) è un comune italiano di 1 414 abitanti della provincia di Benevento in Campania.

## Geografia fisica
Situato alle falde settentrionali della catena del Taburno Camposauro fra oliveti e vigneti.
Ha un'escursione altimetrica di 1117 metri, con un'altitudine che varia fra 59 m s.l.m. e 1176 m s.l.m.

## Storia
Da Pau, pago: nel suo territorio infatti, giù, sulla riva sinistra del fiume Calore Irpino, vi è un luogo detto i Pagani, dove si rinvennero molti ruderi di antichità romana.
Il paese fu dominio feudale prima della abbazia di San Vincenzo al Volturno, poi di quella di San Lupo a Benevento. Quindi passò alla contea di Telese, ai baroni di Fenucchio, ai Frangipane, ai Sanframondi ed infine ai Sarriani.
Fino al secolo scorso costituiva comune unitamente a Ponte.

## Società

### Evoluzione demografica
Abitanti censiti

## Cultura

### Cucina
I "Cecatielli" sono una pasta fatta rigorosamante a mano con farina di grano, quindi un piatto povero. Viene preparato estemporaneamente alla cottura e la lavorazione manuale dona alla pasta una caratteristica fragranza. Per tradizione viene accompagnato da un sugo a base di carne ma si presta anche ad essere gustato con diversi condimenti.
La Padellaccia è un piatto tipico che proviene dalla passata usanza della macellazione del maialetto da tutti allevato, nelle masserie e persino nelle case di paese. Essendo quel maiale, in passato, l'unico tipo di carne economicamente accessibile, i pezzi migliori venivano destinati alla conservazione e, nella giornata della macellazione, era tradizione cucinare la Padellaccia prendendo le parti meno nobili, friggendole in olio di oliva ed insaporendole con l'accompagnamento di vino, peperoni e patate ad libitum.

## Amministrazione
| Periodo        | Periodo        | Primo cittadino            | Partito                   | Carica                | Note  |
| -------------- | -------------- | -------------------------- | ------------------------- | --------------------- | ----- |
| 1800           | 1809           | Michele Colangelo          |                           | Sindaco               |       |
| 1809           | 1810           | Francesco Fierro           |                           | Sindaco               |       |
| 1810           | 1812           | Luca Bianco                |                           | Sindaco               |       |
| 1812           | 1813           | Giannunzio De Marco        |                           | Sindaco               |       |
| 1813           | 1816           | Michele Colangelo          |                           | Sindaco               |       |
| 1816           | 1817           | Giuseppe Morelli           |                           | Sindaco               |       |
| 1817           | 1820           | Luca Bianco                |                           | Sindaco               |       |
| 1820           | 1821           | Giannunzio De Marco        |                           | Sindaco               |       |
| 1821           | 1832           | Marcangelo Fusco           |                           | Sindaco               |       |
| 1832           | 1838           | Saverio Iannella           |                           | Sindaco               |       |
| 1838           | 1841           | Giuseppe Morelli           |                           | Sindaco               |       |
| 1841           | 1847           | Giovanni Iannella          |                           | Sindaco               |       |
| 1847           | 1851           | Nicola Fusco               |                           | Sindaco               |       |
| 1851           | 1854           | Giuseppe Morelli           |                           | Sindaco               |       |
| 1854           | 1858           | Baldassarre De Marco       |                           | Sindaco               |       |
| 1858           | 1860           | Domenico Morelli           |                           | Sindaco               |       |
| 1860           | 1861           | Angelo Antonio De Mennato  |                           | Sindaco               |       |
| 1862           | 1864           | Baldassarre De Marco       |                           | Sindaco               |       |
| 1864           | 1867           | Girolamo Iannella          |                           | Sindaco               |       |
| 1867           | 1872           | Angelo Antonio De Mennato  |                           | Sindaco               |       |
| 1872           | 1879           | Giovanni Battista De Marco |                           | Sindaco               |       |
| 1879           | 1880           | Giovanni Battista Bianco   |                           | Sindaco               |       |
| 1880           | 1882           | Giovanni Morelli           |                           | Sindaco               |       |
| 1882           | 1888           | Giovanni Battista De Marco |                           | Sindaco               |       |
| 1888           | 1896           | Donato Fusco               |                           | Sindaco               |       |
| 1896           | 1897           | Luigi Morelli              |                           | Sindaco               |       |
| 1897           | 1907           | Pasquale De Mennato        |                           | Sindaco               |       |
| 1907           | 1912           | Michele Colangelo          |                           | Sindaco               |       |
| 1912           | 1913           | Luca Bianco                |                           | Sindaco               |       |
| 1913           | 1914           | Tommaso Iannella           |                           | Sindaco               |       |
| 1914           | 1918           | Luca Bianco                |                           | Sindaco               |       |
| 1918           | 1920           | Antonio Coletta            |                           | Ass. anz.             | [ 6 ] |
| 1920           | 1921           | Giovanni Ottaviano         |                           | Regio Commissario     |       |
| 1921           | 1927           | Pasquale De Mennato        |                           | Sindaco               |       |
| 1927           | 1936           | Nicola Fusco               |                           | Podestà               |       |
| 1936           | 1938           | Gennaro De Mennato         |                           | Comm. pref.           |       |
| 1938           | 1939           | Mario De Mennato           |                           | Podestà               |       |
| 1939           | 1940           | Gennaro De Salvo           |                           | Comm.Pref.            |       |
| 1940           | 1940           | Tommaso Coletta            |                           | Comm.Pref.            |       |
| 1940           | 1941           | Antonio Fiorito            |                           | Comm.Pref.            |       |
| 1941           | 1943           | Antonio Fiorito            |                           | Delegato Podestariale |       |
| 1943           | 1944           | Nicola Fusco               |                           | Delegato Podestariale |       |
| 1944           | 1947           | Angelo Antonio Aceto       |                           | Sindaco               |       |
| 1947           | 1953           | Nicola Fusco               |                           | Sindaco               |       |
| 1953           | 1954           | Marzio Bianco              | Partito Liberale Italiano | Sindaco               |       |
| 1954           | 1970           | Alessandro Coletta         | Democrazia Cristiana      | Sindaco               |       |
| 8 giugno 1970  | 16 giugno 1975 | Floridante Bizzarro        | Democrazia Cristiana      | Sindaco               |       |
| 16 giugno 1975 | 1978           | Floridante Bizzarro        | Democrazia Cristiana      | Sindaco               | [ 7 ] |
| 1978           | 9 giugno 1980  | Gaetano Sessa              | Democrazia Cristiana      | Vicesindaco           | [ 8 ] |
| 9 giugno 1980  | 12 maggio 1985 | Gaetano Sessa              | Democrazia Cristiana      | Sindaco               |       |
| 7 maggio 1985  | 12 maggio 1990 | Floridante Bizzarro        | Ancora Paupisi            | Sindaco               |       |
| 12 maggio 1990 | 13 giugno 1995 | Floridante Bizzarro        | Ancora Paupisi            | Sindaco               |       |
| 23 aprile 1995 | 13 giugno 1999 | Luigi Polcino              |                           | Sindaco               |       |
| 13 giugno 1999 | 13 giugno 2004 | Luigi Polcino              |                           | Sindaco               |       |
| 13 giugno 2004 | 7 giugno 2009  | Angelo Aceto               | Alleanza per Paupisi      | Sindaco               |       |
| 7 giugno 2009  | 25 maggio 2014 | Angelo Aceto               | Unità e Progresso         | Sindaco               |       |
| 25 maggio 2014 | 26 maggio 2019 | Antonio Coletta            | Paese Nostro              | Sindaco               |       |
| 26 maggio 2019 | in carica      | Antonio Coletta            | Paese Nostro              | Sindaco               |       |